# Stavanger
Stavanger (wym. [stɑˈʋɑŋjær]) – norweskie miasto portowe i gmina leżąca w okręgu Rogaland, na południowo-zachodnim wybrzeżu Norwegii.
Historia Rady Okręgu sięga roku 1837, ale dopiero w roku 1976 odbyły się lokalne wybory do rządu okręgowego.
W Stavangerze, w najstarszej części miasta (Gamle Stavanger) znajduje się Muzeum Konserw (Norsk Hermetikkmuseum). Niegdyś funkcjonowało w mieście kilkadziesiąt zakładów produkujących konserwy i przetwarzających ryby. Miasto znane jest również z połowów szprotek.
Do najcenniejszych zabytków należą m.in.: katedra romańska z przełomu XI i XII w., dwór Ledaal z XVIII w. oraz Pałac Biskupi, zawierający bogate zbiory archeologiczne, zwłaszcza z epoki brązu.

## Historia
Pierwsze ślady osadnictwa w regionie Stavanger pochodzą z momentu cofnięcia się lądolodu po ostatniej epoce lodowcowej (ok. 10 000 lat temu). Wielu historyków uważa, że już w wiekach IX–X północny Jæren był ekonomicznym i militarnym centrum. Około 1100–1300 r. Stavanger stał się centrum administracji kościelnej i ważnym miastem handlowym na południowo-zachodnim wybrzeżu Norwegii.

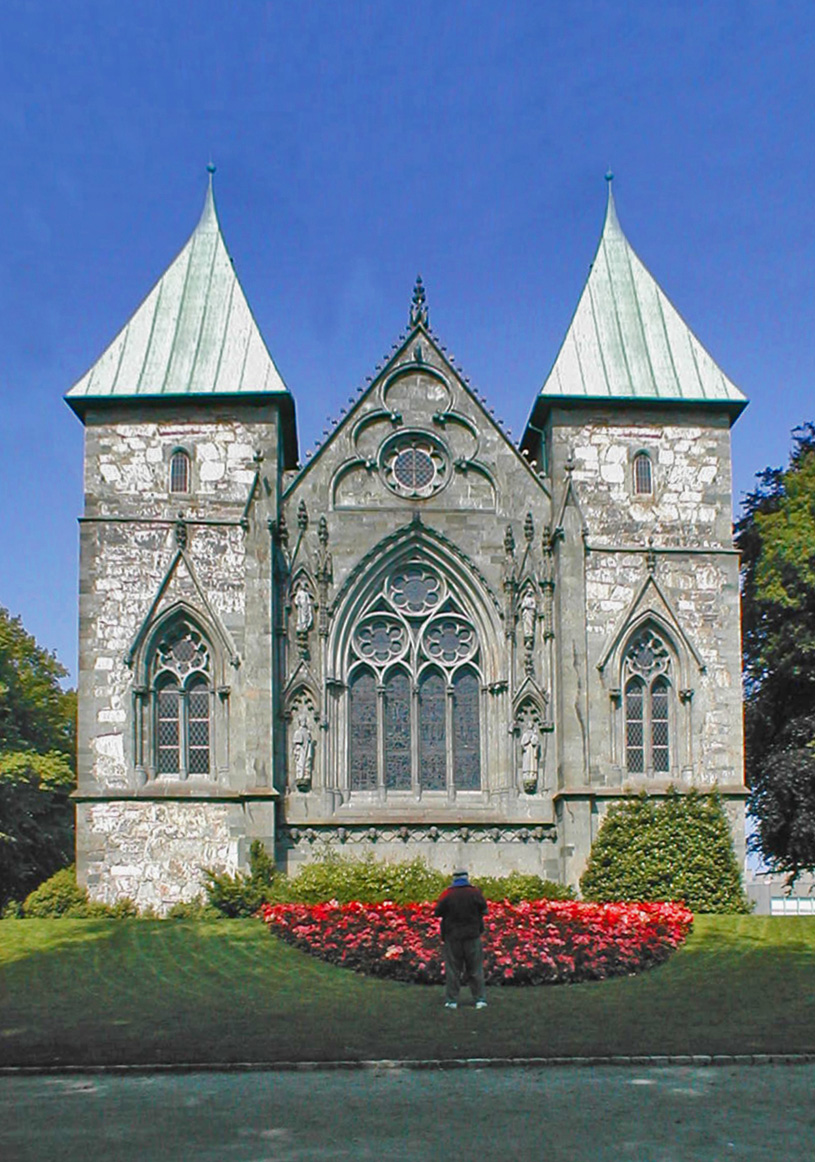
Katedra w Stavangerze

Zanim w 1125 roku Stavanger zyskał prawa miejskie, pełnił rolę miasta, podczas gdy biskupstwo w Stavanger powstało w latach 20. XII wieku. Około 1100 roku Biskup Reinald, który najprawdopodobniej przybył tam z Winchesteru w Anglii, rozpoczął budowę katedry (Stavanger domkirke). Została ona ukończona ok. 1125 roku, przez co ten rok uważa się za datę założenia miasta.
Przez reformację w 1536 roku, rola Stavanger jako centrum religijnego spadła, a powstanie miasta Kristiansand na początku XVII wieku doprowadziło do przeniesienia biskupstwa. Jednak, bogate połowy śledzi na początku XIX w. odnowiły znaczenie miasta. 1 stycznia 1838 powstała gmina Stavanger. 1 stycznia 1965 wiejskie gminy Hetland i Madla zostały włączone do Stavanger.
Historia miasta jest ciągłą alternacją pomiędzy boomami a recesją. Przez długi okres najważniejszymi gałęziami przemysłu miasta były żegluga, przemysł stoczniowy i produkcja konserw rybnych.
W 1969 r. rozpoczął się nowy boom, kiedy po raz pierwszy odkryto złoża ropy naftowej na Morzu Północnym. Po wielu dyskusjach, Stavanger został wybrany na centrum lądowe dla przemysłu naftowego na norweskiej części Morza Północnego.

### Herb
Hallvard Trætteberg (1898–1987), specjalista w heraldyce, dostał zlecenie stworzenia oficjalnego herbu miasta. Pracował on nad nią od 1920 r., a w 1939 oficjalnie zatwierdzono jego pomysł. Jego konstrukcja została użyta w herbie miasta, na fladze i na pieczęci.
Herb opiera się na pieczęci z 1591 roku. Znajduje się na nim gałąź winorośli. Odbyła się dyskusja na temat, dlaczego to właśnie winorośl, ale jej prawdziwe znaczenie na herbie pozostaje nieznane.

### Pochodzenie nazwy
Staronordyjska forma nazwy miasta brzmiała Stafangr. Pochodzenie nazwy przez dekady podlegało dyskusji, a najbardziej popularna wersja jest taka, że pierwotnie miasto nosiło nazwę wlotu, który obecnie nazywa się Vågen, który jest początkiem miasta na wschodnim brzegu zatoki. „Staf” w staronordyckim znaczy fjord a „angr” wysoka skała.

## Dzielnice

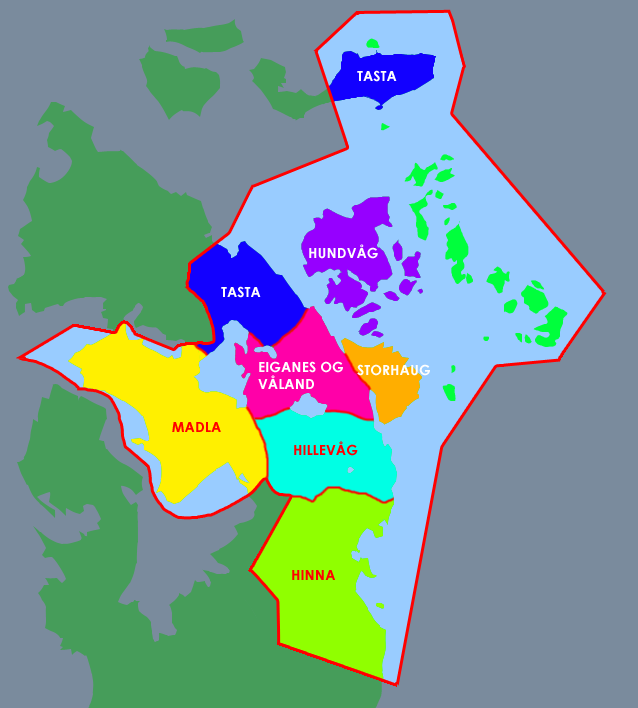
Dzielnice w Stavangerze

Stavanger dzieli się na 7 dzielnic:
- Hundvåg
- Tasta
- Eiganes og Våland
- Madla
- Storhaug
- Hillevåg
- Hinna

## Klimat
Miasto jest położone na półwyspie na południowo-zachodnim wybrzeżu Norwegii. Panuje tu klimat umiarkowany ciepły morski. Jest on łagodny, wietrzny, a średnie miesięczne temperatury są powyżej zera, z opadami ok. 1200 mm rocznie. Lata są tu przyjemne, a na terenach nizinnych oraz dookoła Stavanger okres wegetacji roślin trwa najdłużej w całej Norwegii.
| Miesiąc                          | Sty | Lut | Mar | Kwi | Maj | Cze | Lip | Sie | Wrz | Paź | Lis | Gru | Roczna |
| -------------------------------- | --- | --- | --- | --- | --- | --- | --- | --- | --- | --- | --- | --- | ------ |
| Średnie temperatury w dzień [°C] | 3   | 3   | 5   | 9   | 14  | 16  | 18  | 18  | 15  | 11  | 7   | 5   | 10,3   |
| Średnie temperatury w nocy [°C]  | -1  | -1  | 0   | 3   | 7   | 9   | 12  | 12  | 10  | 7   | 4   | 2   | 5,3    |
| Opady [mm]                       | 92  | 66  | 75  | 50  | 68  | 73  | 91  | 115 | 156 | 148 | 136 | 110 | 1180   |
| Średnie usłonecznienie [h]       | 48  | 79  | 140 | 168 | 226 | 222 | 197 | 159 | 141 | 80  | 45  | 33  | 1538   |
| Źródło: Climatedata 2011-04-04   |     |     |     |     |     |     |     |     |     |     |     |     |        |

## Gospodarka

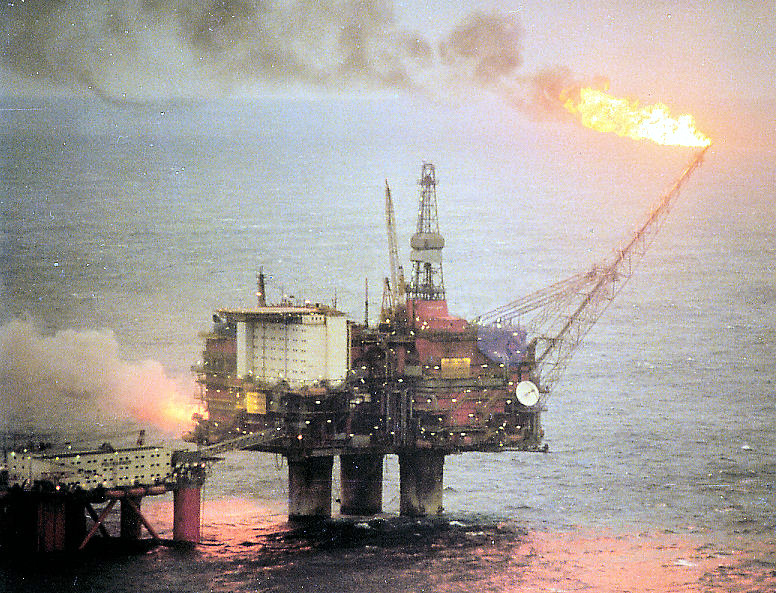
Przemysł naftowy jest podstawą gospodarki Stavanger

Od lat 80. XIX wieku w Stavangerze kwitnie przemysł, oparty przede wszystkim na eksporcie ryb i produktów rybnych. Po II wojnie światowej przemysł konserwowy napotkał się z wieloma trudnościami, takimi jak wzrost konkurencji czy przestarzałe maszyny, co doprowadziło do spadku, który został tylko częściowo zrekompensowany zyskami z budowy statków.
W latach 60. XX wieku wydobycie ropy naftowej na Morzu Północnym zmieniło sytuację gospodarki Stavangeru. W połowie lat 70. poszukiwanie, wydobycie i przetwórstwo ropy stały się najważniejszym źródłem dochodu w okolicy Stavanger, wpływając na inne dziedziny gospodarki i kultury.

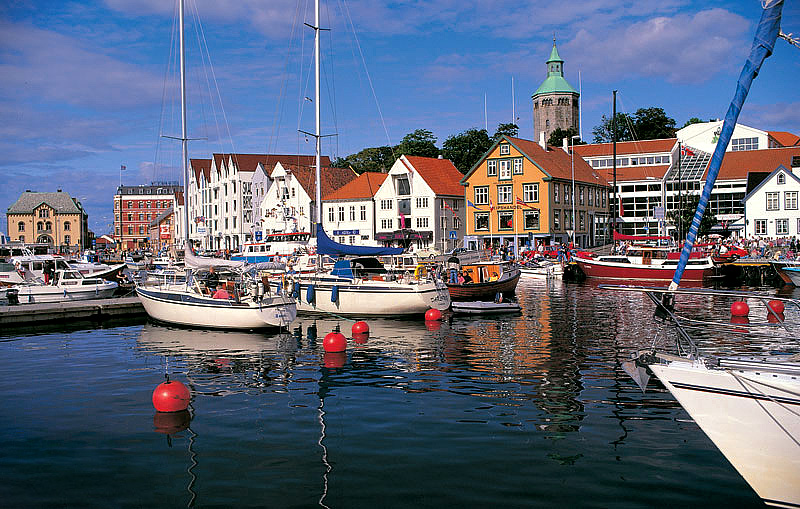
Port Stavanger

Stavanger jest stolicą norweskiego przemysłu naftowego. Najważniejsze światowe koncerny naftowe mają tam swoje biura, które nadzorują wydobycie ropy naftowej na Morzu Północnym. Swoją siedzibę ma tutaj firma Statoil.

## Transport

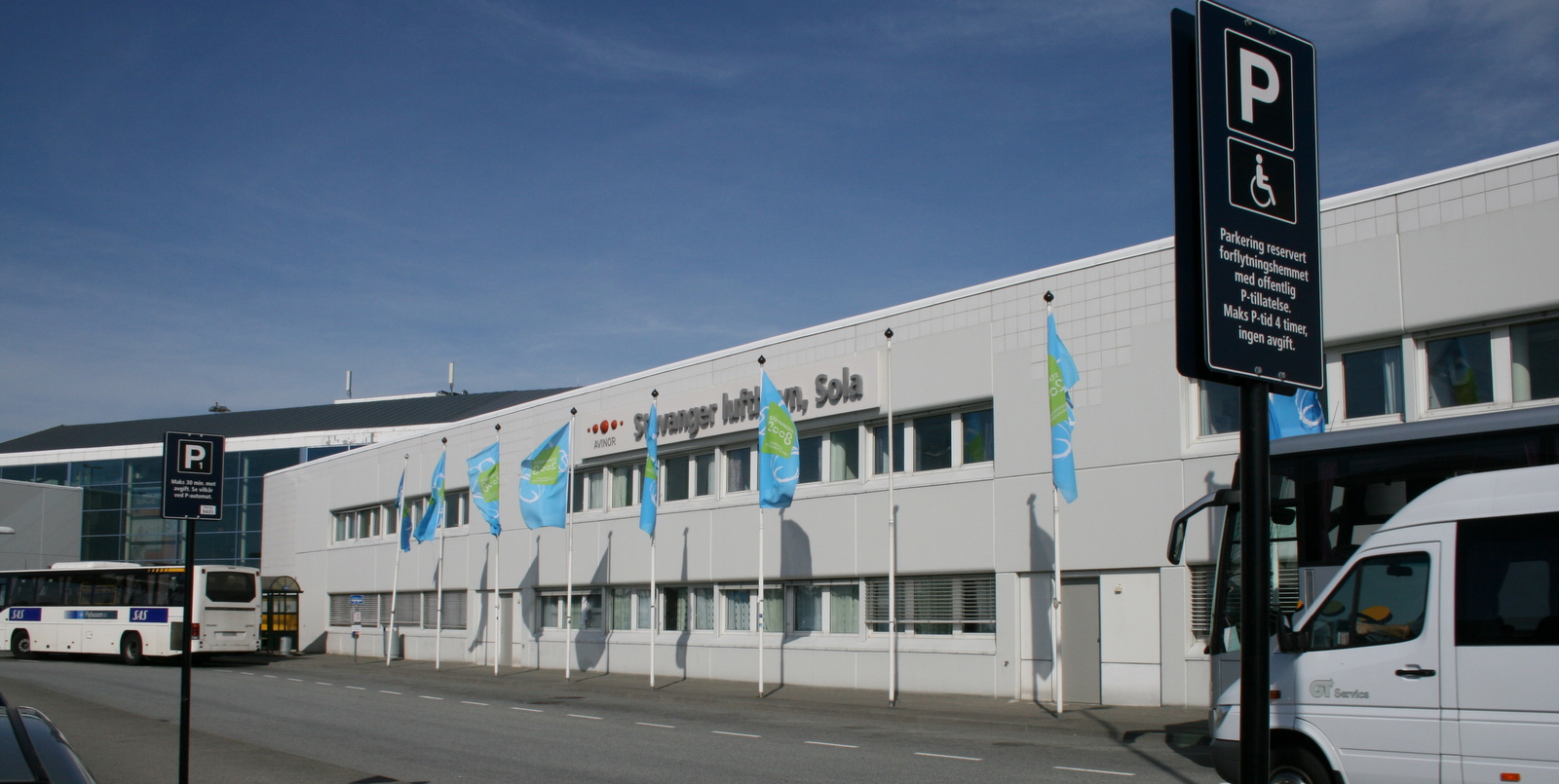
Port lotniczy Stavanger

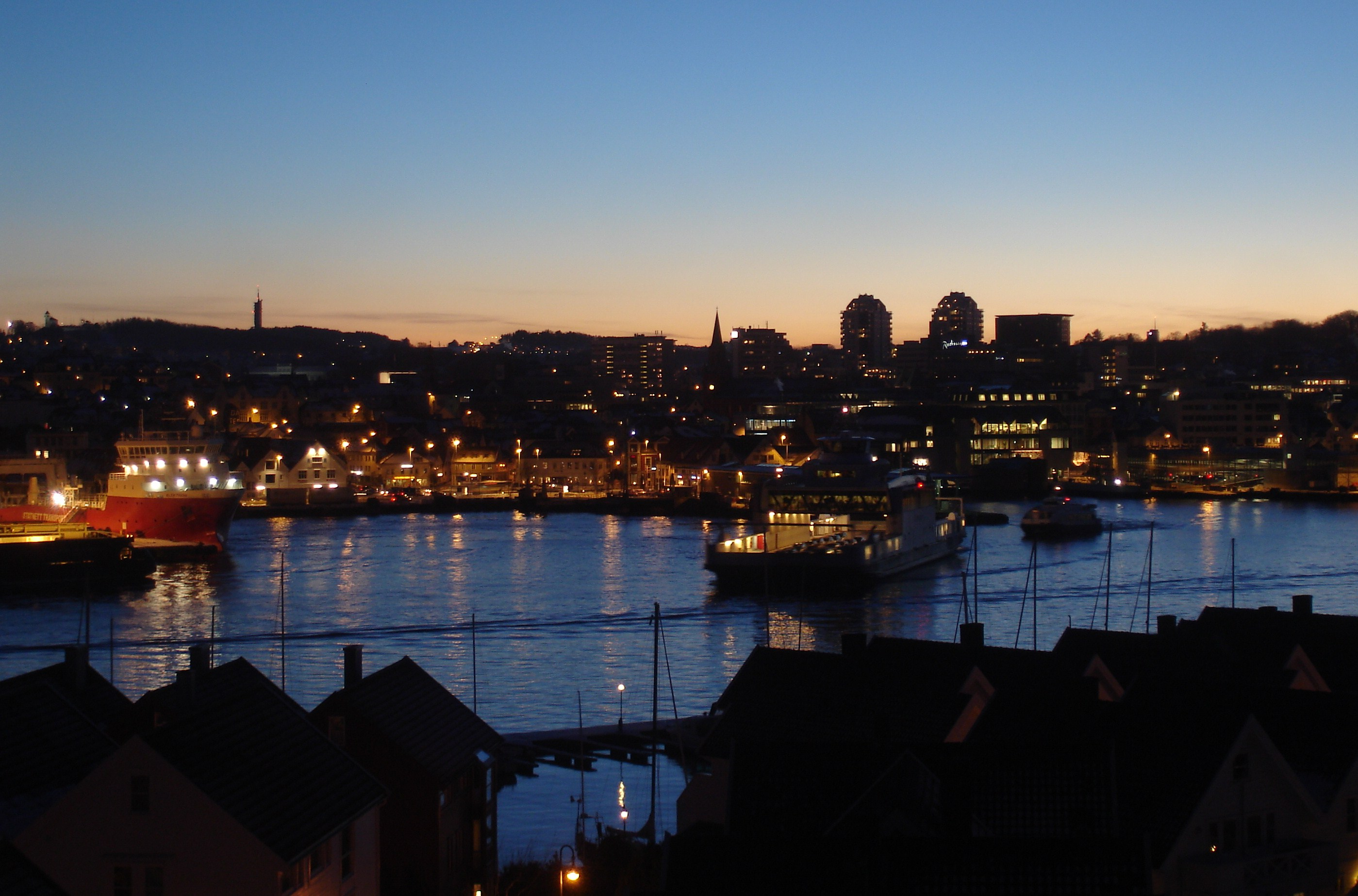
Stavanger nocą – prom kursujący między Tau a Stavangerem

Dojazd do Stavanger jest możliwy poprzez kolej Sørlandsbanen oraz przez drogę E39 z Kristiansand i E39 z północnej części zachodniego wybrzeża. Port lotniczy Stavanger oddalony o 15 km na południowy zachód od miasta, ma połączenie z krajowymi i Europejskimi miejscami, wliczając Frankfurt, Amsterdam, Londyn, Aberdeen, Manchester i Kopenhagę. Ponadto poza Stavangerem znajduje się port obsługujący promy do Hirtshals w Danii. Są zwolennicy pomysłu, aby prom Smyril Line między Wyspami Owczymi a Danią zatrzymywał się w Stavangerze w nowym porcie Risavika dodając tylko jedną godzinę do całkowitego czasu żeglugi. Lokalne promy żeglują do Tau i Kvitsøy, podczas gdy szybkie łodzie pasażerskie płyną do wielu wsi i wysp między głównymi szlakami ze Stavangeru do Haugesund i Saudy. Flaggruten obsługujący katamarany kursuje do Bergen z licznymi przystankami po drodze, m.in. w Haugesund. Autobusy ekspresowe są obsługiwane przez NOR-WAY Bussekspress i jeżdżą ze Stavangeru do Kristiansand, Bergen i Haugesund, a także są obsługiwane przez Lavprisekspressen jeżdżąc z Oslo do Kristiansand.

## Transport publiczny

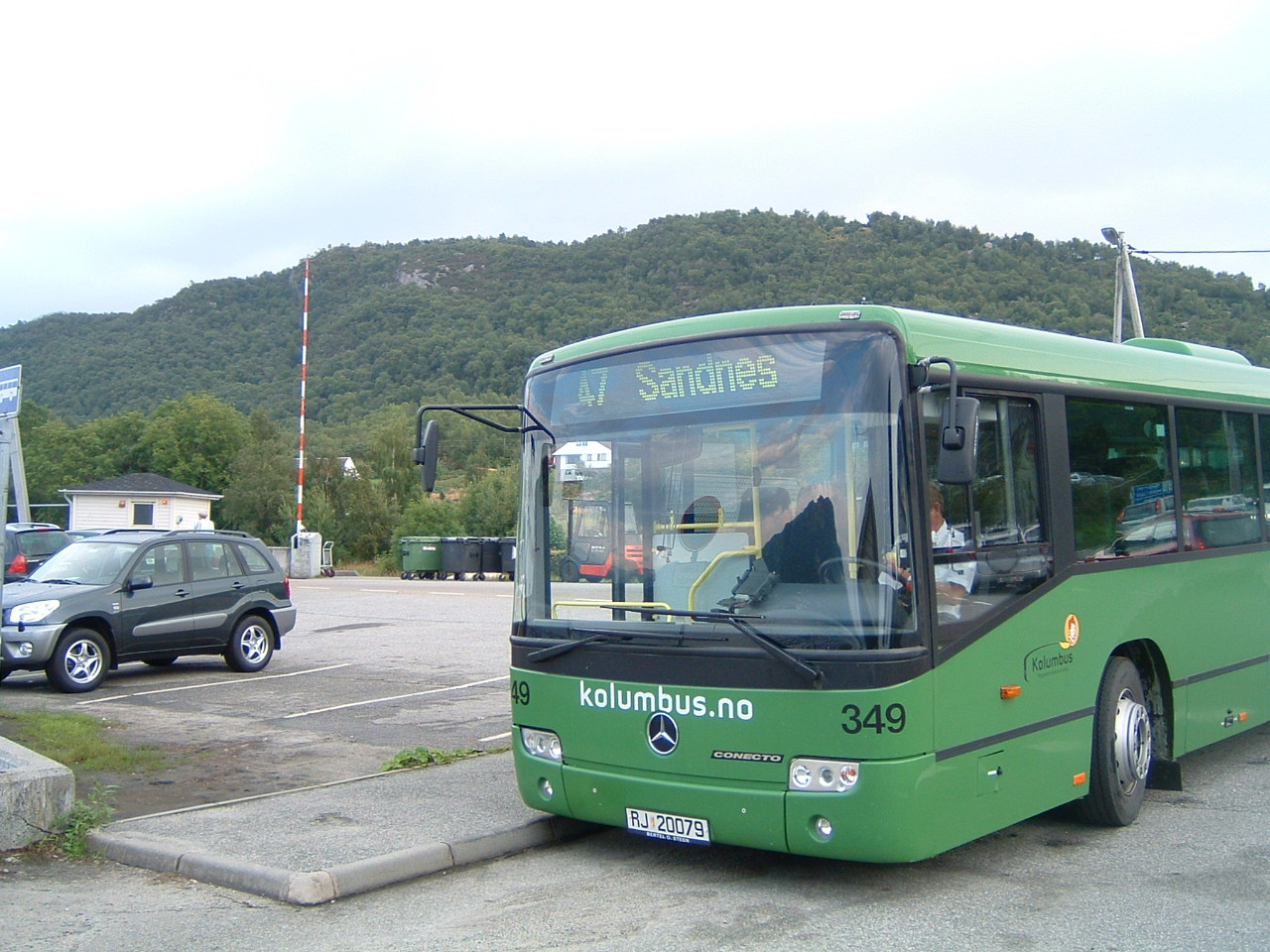
Kolumbus

Lokalne autobusy w Stavangerze są administrowane przez Rogaland Kollektivtrafikk (RKT) pod nazwą Kolumbus, a autokary są obsługiwane przez Veolia Environnement. RKT zarządza wszystkimi autobusami w Rogalandzie.
12 stycznia 2009 Kolumbus wprowadził ekspresowy autobus kursujący do dzielnicy handlowej Forus na południu miasta. Usługa ta składa się z siedmiu bezpośrednich połączeń ekspresowych, które działają w godzinach porannych i popołudniowych. Te ekspresowe autobusy jeżdżą z różnych dzielnic miasta bezpośrednio do Forus, nie przejeżdżając przez centrum miasta, jak inne trasy.
Od 13 grudnia 2009 r. niedawno zmodernizowany Jærbanen pomiędzy Stavanger i Sandnes obsługiwany jest przez pociągi kursujące z częstotliwością 4 wyjazdy na godzinę.
Miasto posiada wiele linii autobusowych i taksówek. Ponadto w planach jest budowa dwóch tuneli: Ryfast i Rogfast.

## Kultura

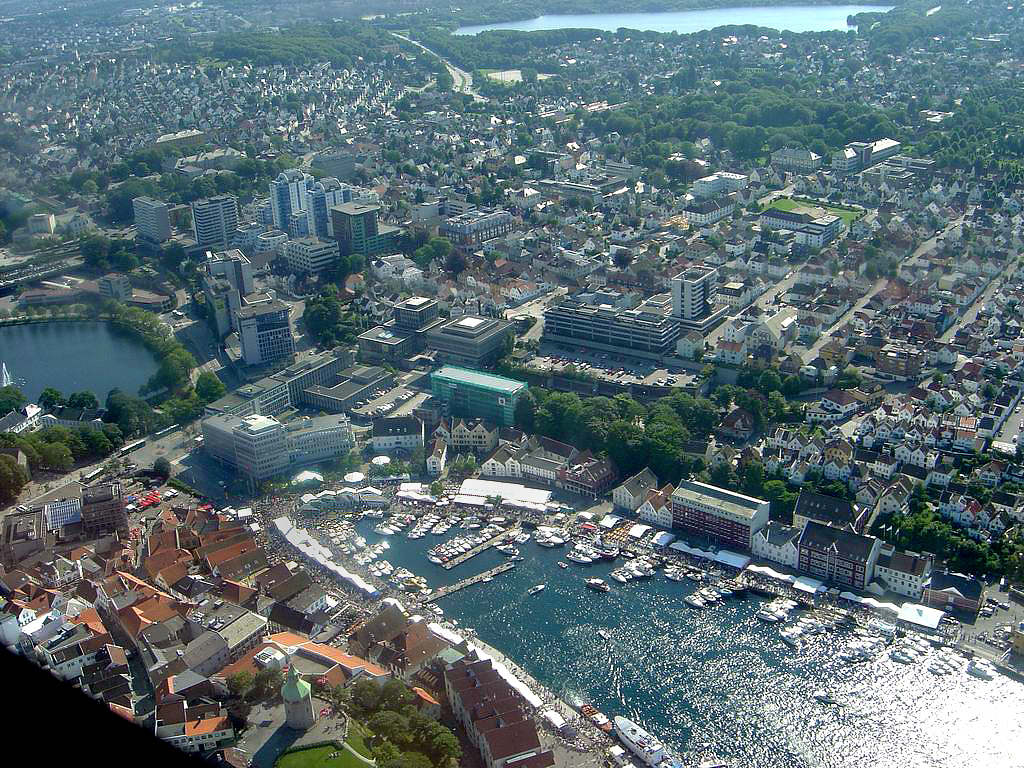
Widok na centrum miasta z lotu ptaka

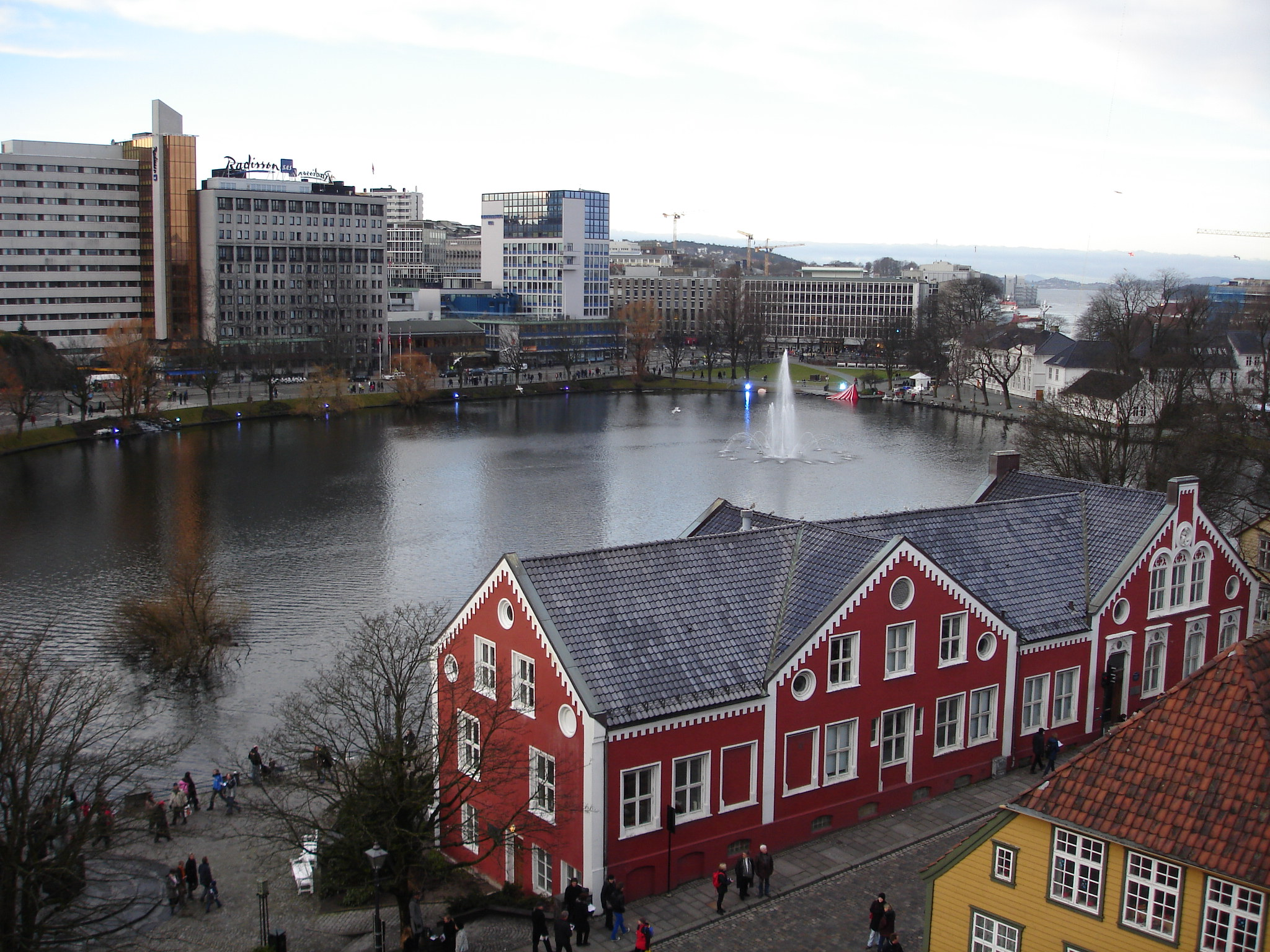
Widok na Breiavatnet w kierunku portu Vågen w Stavangerze

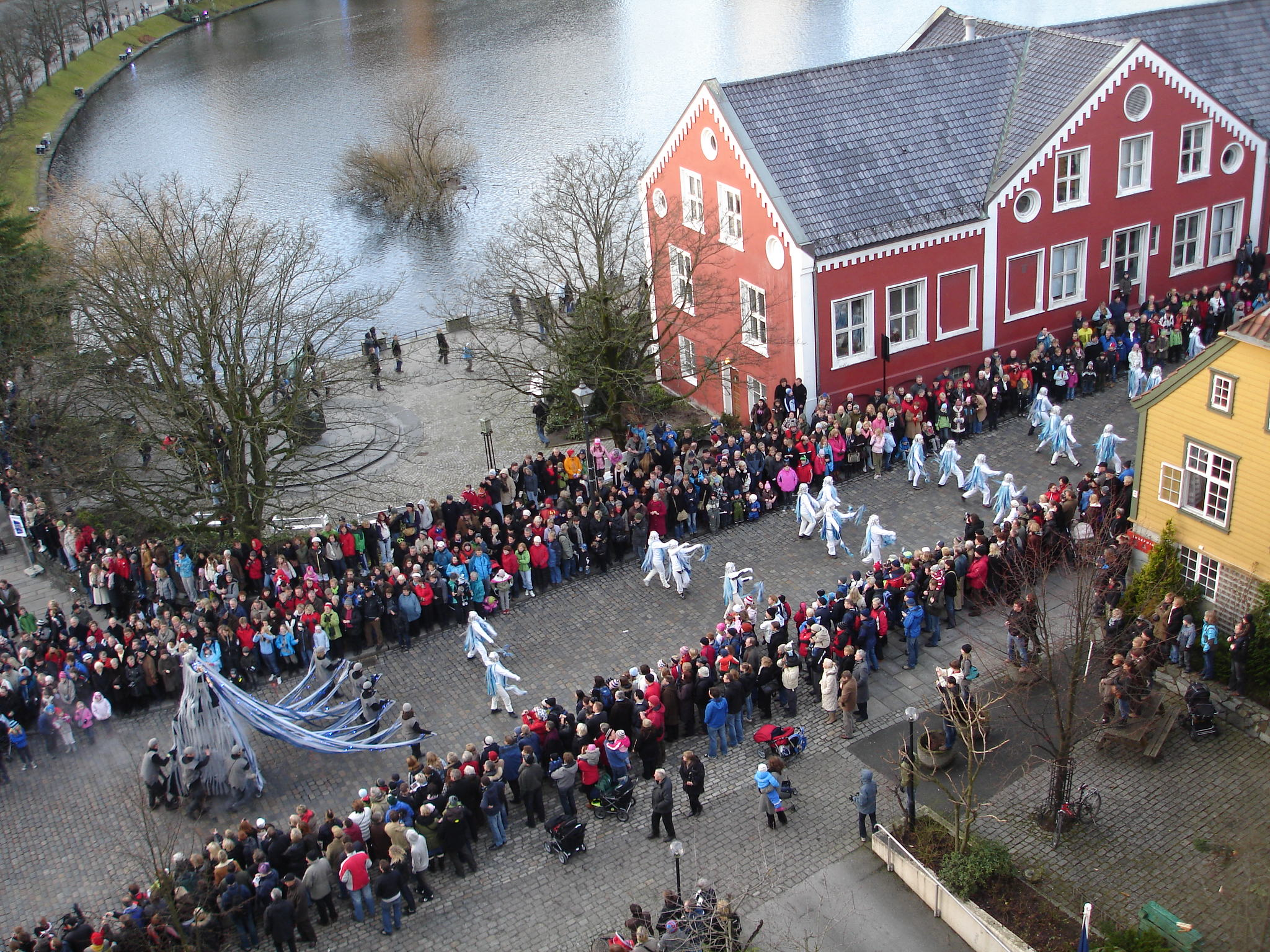
Europejska stolica kultury 2008 – parada otwarcia

### Europejska Stolica Kultury 2008
Stavanger i jego region, wraz z Liverpoolem został wybrany na Europejską Stolicę Kultury na 2008 rok. Wizja Stavanger2008 jest oparta na koncepcji „Otwartego Portu”. Region i jego mieszkańcy mają być jeszcze bardziej otwarci na sztukę, pomysły i możliwości.
Każdego maja Stavanger jest gospodarzem MaiJazz, międzynarodowego konkursu jazzowego. Oprócz tego, każdego sierpnia odbywa się tu Międzynarodowy Festiwal Muzyki Kameralnej. Ponadto w 1997 i 2004 roku ze Stavangeru ruszał Tall Ships’ Races.

### Sport i rekreacja
Największy lokalny klub piłkarski Viking FK gra w norweskiej Premier League (2010). Klub gra mecze domowe na Viking Stadion otwartym w 2004 roku.
Stavanger Idrettsforening (znany jako SIF) obecnie gra w piłkę nożną w norweskiej pierwszej dywizji.
Stavanger Oilers gra w norweskiej elitarnej lidze hokejowej, GET-ligaen. StavangerHåndball gra w piłkę ręczną w norweskiej drugiej dywizji.
Stavanger był gospodarzem Mistrzostw Świata w siatkówce plażowej w 2010 roku. Gra tu również UiS Stavanger – klub piłki siatkowej kobiet.

### Muzyka
Ze Stavanger pochodzą zespoły gothic metalowe takie, jak Theatre of Tragedy, Tristania, Sirenia i piosenkarka Liv Kristine oraz black metalowy zespół Gehenna, a także heavy/black metalowy zespół Kvelertak. Mieszkali tu również Janove Ottesen i Geir Zahl, członkowie zespołu rockowego Kaizers Orchestra.

### Film
W Stavanger były kręcone sceny do norweskich filmów takich, jak Mongoland czy The Man Who Loved Yngve, które zyskały uznanie magazynu Variety.

## Turystyka

### Aktywny wypoczynek
Lysefjord jest popularnym miejscem turystyki pieszej. Turyści zazwyczaj odwiedzają miejsca takie jak Preikestolen i Kieragbolten. Preikestolen to ogromna skała wystająca ponad fiord (604 metrów wyżej). Natomiast Kjeragbolten to skała zaklinowana w klifie ok. 1000 metrów ponad fiord. Prosty spadek 1000 metrów w dół sprawia, że Kjerag to bardzo popularne miejsce na BASE jumping.
Niedaleko Stavangeru są gotowe ośrodki wysokogórskie dla narciarzy i snowboardzistów przez cały sezon zimowy.
Wzdłuż południowego wybrzeża Stavangeru jest wiele dużych, piaszczystych plaż, z czego Sola jest najbliżej miasta.

### Centrum miasta

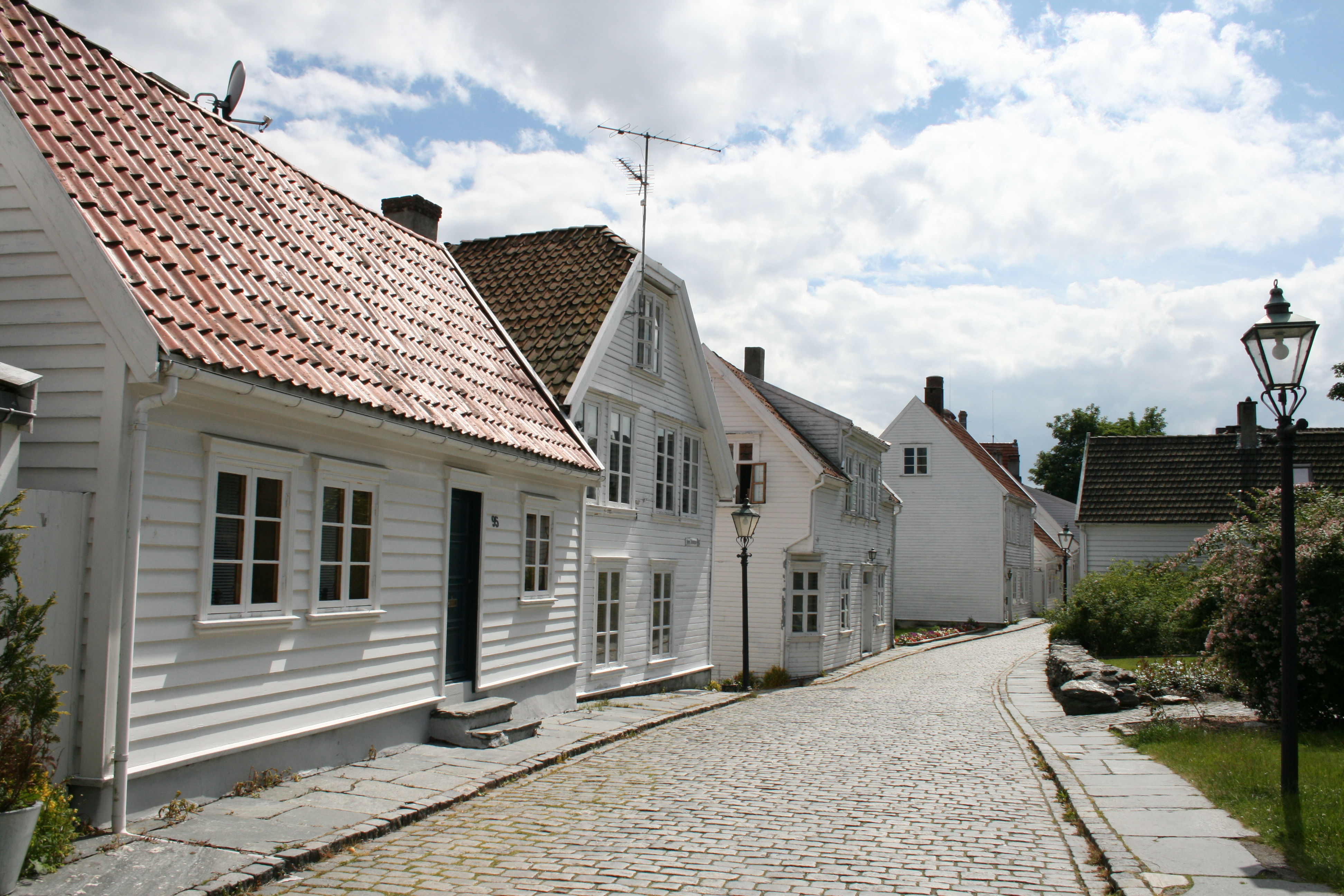
Gamle Stavanger

Stary Stavanger (Gamle Stavanger) znajduje się tuż obok centrum miasta i posiada kolekcję XVIII i XIX-wiecznych konstrukcji drewnianych.
Stavanger domkirke (katedra św. Swithuna) została wybudowana w 1125 roku przez angielskiego biskupa Reinalda w anglo-normandzkim stylu, a pod koniec XIII wieku dodano nowy chór w stylu gotyckim ze sklepieniem. Jest to jedyna katedra w Norwegii, która praktycznie od XIV wieku pozostaje niezmieniona.
Centrum miasta samo w sobie jest małe i kameralne, z wąskimi uliczkami i otwartymi przestrzeniami wolnymi od ruchu samochodowego. Tutejszy targ z warzywami jest jednym z niewielu takich w Norwegii, gdzie sprzedawane są produkty bezpośrednio od miejscowych rolników w każdy dzień roboczy w ciągu roku. Niestety targ w ostatnich latach się zmniejszył, przez co teraz jest mało stoisk.

### Muzea
Muzeum Stavangeru znajdujące się w Starym Stavangerze upamiętnia dawną chwałę miasta jako stolicę śledzia Norwegii.
Muzeum archeologii jest jednym z pięciu archeologicznych muzeów w Norwegii. Według samego muzeum to następujący profil środowiska archeologii i badania interdyscyplinarne z kadrą naukową, która obejmuje przedstawicieli archeologii, nauk przyrodniczych i współczesnej historii kultury.
Norweskie Muzeum Ropy Naftowej znajduje się w porcie. Muzeum odzwierciedla fakt, że Stavanger został norweską stolicą ropy od początku jej wydobywania w 1966 roku.

## Gmina Stavanger
Stavanger jest 407. norweską gminą pod względem powierzchni.

### Demografia
Według danych z roku 2010 gminę zamieszkuje 113 991 osób. Gęstość zaludnienia wynosi 1627,51 os./km². Pod względem zaludnienia Stavanger zajmuje 4. miejsce wśród norweskich gmin.
| ludność stan na 1 stycznia 2005 |         |           |         |
|                                 | kobiety | mężczyźni | razem   |
| osób                            | 56 261  | 57 730    | 113 991 |
| %                               | 49,36%  | 50,64%    | 100%    |

| wykształcenie stan na 1 października 2004 |        |         |        |        |
|                                           | podst. | średnie | wyższe | niezn. |
| osób                                      | 12 917 | 45 880  | 26 657 | 3707   |
| %                                         | 14,49% | 51,46%  | 29,9%  | 4,16%  |

### Edukacja
Według danych z 1 października 2004:
- liczba szkół podstawowych (norw. grunnskolar): 44
- liczba uczniów szkół podst.: 15209
- Uniwersytet w Stavanger – jeden z najmłodszych Uniwersytetów w Norwegii (otwarty oficjalnie przez króla Norwegii Haralda V w styczniu 2005 roku): około 8000 studentów realizujących edukację w ramach instytutów:

Historii i religii (historia, religia, migracja i stosunki między kulturami), Hotelarstwa i turystyki (hotelarstwo, turystyka, gastronomia), Zdrowia (pracownik socjalny, pielęgniarstwo i opieki dziecięcej), Mediów, kultury i nauk społecznych (dziennikarstwo, media i produkcja multimedialna, kulturoznawstwo), Muzyki i tańca (muzyka poważna, jazz, produkcja), Filologii i literatury (filologia angielska, francuska, niemiecka, hiszpańska, nordycka oraz studium norweskiego dla obcokrajowców), Ekonomii i zarządzania (ekonomia i administracja, ekonomia i informatyka, księgowość), Technicznego i nauk przyrodniczych (biologia, chemia, elektronika i informatyka, matematyka, fizyka, maszynoznawstwo, technologie wydobywcze, geologia wydobywcza ropy naftowej, bezpieczeństwo publiczne, ekonomia przemysłowa, budownictwo) oraz Kształcenia kadry nauczycielskiej.

### Władze gminy
Według danych na rok 2011 administratorem gminy (norw. rådmann) jest Inger Østensjø, natomiast burmistrzem (norw. ordfører, d. borgermester) jest Leif Johan Sevland.

## Ludzie związani ze Stavangerem
- Rune Holta – żużlowiec, posiadający podwójne obywatelstwo Norwegii i Polski
- Tollef Tollefsen – wioślarz urodzony w Stavanger
- Aurora – piosenkarka urodzona w Stavanger